# Astrid Tjalk
Astrid Tjalk (født Astrid Hildegard Larsen 27. maj 1925 i Hornbæk, død 19. februar 2014 samme sted) var en dansk kunsthåndværker og billedkunstner, særligt kendt for sin keramik.

## Opvækst
Astrid Tjalk voksede op i fødebyen Hornbæk. Hendes fars slægt havde i generationer boet i byen, mens hendes mor stammede fra Skåne. Tjalk viste tidligt interesse og talent for tegning, og fra 1941 studerede hun på Kunsthåndværkerskolen i København.

## Karriere

### Kähler Keramikk
I 1944 fik Tjalk arbejde hos Kähler Keramik i Næstved, som mønstermaler. Som det skete for Signe Steffensen og Lis Ahlmann før hende, blev arbejdet som mønstermaler hos Kähler udgangspunkt for en egen kunstneriske karriere. Tjalk viste tidlig vilje til at gå sine egne veje. Hos Kähler arbejdede hun selvstændigt og på egne præmisser, og hun fik så sit eget atelier. Mange af Tjalks arbejder for Kähler har form af stiliserede fiske- eller dyremotiver på vaser eller fade. Også maleteknisk gik hun egne veje for at opnå nye effekter. De keramiske emner, som hun dekorerede, var ofte skabt af Nils Kähler. Peder Rasmussen, forfatteren af bogen Kählers værk, skriver, at Tjalk demonstrerer en 'ægte modernistisk dekorationslyst' i sine arbejder.
- Studenterarbejde, 1943
- Fad med skitser, 1945
- Tallerken, 1946
- Fad med låg, 1946
- Skål, begyndelsen af 1950'erne
- Skål, begyndelsen af 1950'erne

### Fyrbo Keramik
I 1955 sagde Tjalk op hos Kähler og etablerede Fyrbo Keramik i Næstved sammen med sin mand, Tage O. Nielsen. I den periode stod keramikeren Karen Bennicke i lære hos Tjalk. Derudover havde Fyrbo Keramik ikke andre ansatte end ægteparret selv; resten af livet fik de deres udkomme fra dette værksted. I 1960 flyttede de tilbage til Hornbæk og fortsatte virksomheden der. Efterhånden blev meget af produktionen rettet mod mindre produkter som smykker og keramikkakler. I Danmark blev produktionen hovedsagelig solgt gennem veletablerede forhandlere som Magasin du Nord, Illums Bolighus og Den Permanente. Men meget af produktionen blev eksporteret til USA, og en del også til andre lande i Nordeuropa og til Sydafrika.
- Vase, slutningen af 1950'erne
- Kakkel, slutningen af 1950'erne
- Brocher, slutningen af 1950'erne
- Vaser, slutningen af 1950'erne
- Kakkel, slutningen af 1950'erne
- Fad, slutningen af 1950'erne
- Kakkel, begyndelsen af 1960'erne
- Brocher, 1960'erne
- Vedhæng, omkring 1970
- Vedhæng, begyndelsen af 1970'erne
- Ringe, begyndelsen af 1970'erne
- Vedhæng, begyndelsen af 1970'erne

### Billedkunst
Tjalk fortsatte med at tegne og male hele livet. Hornbæk, med husene, havnen og stranden, udgjorde mange af motiverne i hendes billedkunst. Hennes oliemalerier har været udstillet, men blev kun i begrænset omfang solgt. Akvareller og tegninger solgte hun flere af, først og fremmest lokalt i Hornbæk.
- Akvarel, 1985
- Akvarel, 1985
- Akvarel, 1985
- Akvarel, 1985
- Akvarel, 1985
- Akvarel, 1985

## Eftermæle

### Samlinger og udstillinger
Den største offentlige samling af Tjalks tidlige keramiske arbejder findes i Næstved Museums samling af dansk kunsthåndværk fra det 19. og 20. århundrede. Hun har været repræsenteret på flere vigtige udstillinger i Danmark. I 1955 deltog hun på Charlottenborg Forårsudstilling med keramiske værker, som hun havde lavet for Kähler, og tre år senere deltog hun med to oliemalerier samme sted. Hun har også udstillet på Kunstnernes Påskeudstilling i Aarhus, Kunstmuseet Sophienholm, Det danske Kunstindustrimuseum og Danmarkshuset i Paris. Efter Tjalks død blev der i sommeren 2014 holdt en lokal mindeudstilling på Hornbæk Bibliotek.